# Целюлоза
Целюло́за, (С6Н10О5)x — природний полімер, полісахарид, волокниста речовина, головна складова частина оболонки рослинних клітин. У найбільшій кількості міститься у деревині, волокнах бавовни, льону тощо.
Целюлоза являє собою лінійний стереорегулярний (синдіотактичний) природний полісахарид, побудований з ангідридів D-глюкопіранози. Стереорегулярна будова макромолекули й стійкість конфірмаційної форми її елементарної ланки виділяє целюлозу із усього ряду полісахаридів, у тому числі й найбільшою стійкістю до хімічних впливів.
Целюлоза була відкрита 1838 року французьким хіміком Ансельмом Паєном.
Величина Х у молекулах целюлози завжди становить приблизно 3 000, але може досягати від 6 000 до 12 000. Найчистіша природна целюлоза — бавовняне волокно — становить 85—90 % целюлози. У деревині хвойних дерев приблизно 50 % целюлози (до складу деревини нарівні з целюлозою входять її супутники, серед них найважливішим є лігнін — природний полімер, побудований із декількох ароматичних сполук ряду бензолу, і геміцелюлози — споріднені з целюлозою полісахариди).

## Фізичні властивості
Целюлоза не розчиняється у воді і діетиловому ефірі і етиловому спирті. Вона не розщеплюється під дією розбавлених кислот, стійка до дії лугів і слабких окисників. При обробці на холоді концентрованою сірчаною кислотою целюлоза розчиняється в ній, утворюючи в'язкий розчин. Якщо цей розчин вилити в надлишок води, виділяється білий пластевидний продукт, так званий амілоїд, що являє собою частково гідролізовану целюлозу. Він схожий з крохмалем за реакцією з йодом (синє забарвлення; целюлоза не дає цієї реакції). Якщо непроклеєний папір опустити на короткий час в концентровану сірчану кислоту і потім терміново промити, то амілоїд, що утвориться, склеїть волокна паперу, роблячи його щільнішим та міцнішим. Так виготовляється пергаментний папір.
Під дією концентрованих розчинів мінеральних кислот і підігріву целюлоза піддається гідролізу, кінцевим продуктом якого є глюкоза.

## Застосування
Значення целюлози дуже велике, достатньо вказати, що велика кількість бавовняного волокна йде на виробництво бавовняних тканин. З целюлози виробляють папір і картон, а способом хімічної переробки — цілий ряд різноманітних продуктів: штучне волокно, пластичні маси, лаки, бездимний порох, етиловий спирт.
У 2000 р. було вироблено 171 млн т целюлозної пульпи і 323 млн т паперових виробів.
Використовується як наповнювач деяких пластмас, у вигляді волокон, упаковочного матеріалу, фармацевтичній практиці. Важливими штучними полімерами є прості і складні ефіри целюлози (продукти заміщення атомів водню в ОН-групах целюлози вуглеводневими (-R) або кислотними (-COR) радикалами): ацетат целюлози (ацетилцелюлоза), ацетопропіонат целюлози, гідроксиетилцелюлоза, карбоксиметилцелюлоза (КМЦ), Na-карбоксиметилцелюлоза, метилцелюлоза, метилетилцелюлоза, нітроцелюлоза, целулоїд (целон), етроли. Оксицелюлозу ввели в застосування до 1950-х років для обміну іонів з білками і пептидами. Пізніше були синтезовані складніші форми: карбоксиметилцелюлоза, диетиаміноетанцелюлоза, сульфометилцелюлоза, сульфоетилцелюлоза, триетиламіноетанцелюлоза.

### Їстівні властивості
Целюлоза як і крохмаль є одним з видів збереження глюкози. Людський шлунок не здатен розкладати її волокна. Однак целюлоза, яка міститься у рослинній їжі, надає їй об'єм, що стимулює перистальтику кишки. Її іноді додають до складу кормів для тварин.